# Mennonitenansiedlung im Altai
Die Umsiedlung der plautdietschen Mennoniten in die Region Altai begann, nachdem am 19. September 1906 in der Duma und im Staatsrat des Russischen Kaiserreichs eine Gesetzesvorlage über die Übergabe von freien Ländereien im Ujesd Barnaul des Gouvernements Tomsk an das Umsiedleramt eingebracht worden war. In den Jahren 1907–1908 wurden für die Umsiedler Teile der Kulundasteppe mit einer Fläche von etwa 60.000 Dessjatinen (eine Dessjatine entspricht etwa 1,11 Hektar) zur Verfügung gestellt.

## Anreize und Organisation
Den Umsiedlern wurden verschiedene Vergünstigungen gewährt, darunter ermäßigte Eisenbahntarife (sie zahlten nur 25 Prozent des regulären Tarifs), wobei Kinder unter zehn Jahren kostenlos befördert wurden. Für die Beförderung eines Puds Güter auf 100 Werst wurde eine Kopeke erhoben, Befreiung von den Gemeinde- und staatlichen Steuern in den ersten fünf Jahren (in den darauffolgenden fünf Jahren wurden nur 50 Prozent aller Steuern erhoben, später dann gemäß den allgemein geltenden Bestimmungen), Freistellung vom Militärdienst in den ersten drei Jahren, zinsloser Kredit in Höhe von 160 Rubel für den Erwerb von Landwirtschaftgeräten, Saatgut und weitere. Als die Nachricht von diesen Regelungen die Mennonitenkolonien auf der Krim, in Südrussland und im Raum Orenburg erreichte, stieß dies bei den landlosen und landarmen Kolonisten auf großes Interesse. Die Preise für Grund und Boden in den Mutterkolonien waren zu dieser Zeit derart hoch, dass die meisten landlosen Bauern keine Aussicht auf eine Verbesserung ihrer Lebensumstände hatten. Dies führte dazu, dass viele landlose Bauern den Wunsch hegten, ihr Glück in der Ferne Sibiriens zu suchen.
Die Mennonitenkolonien im Raum Samara und Orenburg wurden von Jakob Reimer, Vorsteher der Wolost Sagradowka im Gouvernement Cherson über die Pläne zur Umsiedlung nach Sibirien informierte. Dies erklärt, warum die Anträge der Umsiedler aus diesen Regionen nahezu zeitgleich beim Umsiedleramt in Barnaul eintrafen und ihre Dörfer später in unmittelbarer Nachbarschaft zueinander entstanden.
Ende April 1907 trafen sich in Barnaul die Vertreter von verschiedenen Mennonitenkolonien und reichten gemeinsam den Antrag ein, ihnen in der Kulundasteppe zunächst ca. 60.000 Dessjatinen Land zur Verfügung zu stellen. Ein Mitarbeiter des Umsiedleramtes bestätigte, dass russische Familien dieses Land aufgrund des Mangels an Flüssen und Binnenseen nicht besiedelten.

## Dörfer

### Gründung
Sehr intensiv verlief die Übersiedlung der Mennoniten hierher in den Jahren 1907–1909; sie dauerte bis zum Ausbruch des Ersten Weltkriegs an.
In den 19 Siedlungsrevieren gründeten Mennoniten zunächst 31 Dörfer:
| Dörfer                           | Siedlungsrevier   | Reviergröße (Dessjatinen) |
| -------------------------------- | ----------------- | ------------------------- |
| Friedensfeld, Orloff, Rosenhof   | Besymjanny Log    | 4170                      |
| Ebenfeld, Hochstadt              | Wyssokaja Griwa   | 2717                      |
| Landskrone                       | Golenki           | 1450                      |
| Alexanderfeld                    | Grischkowka       | 1880                      |
| Schönwiese                       | Degtjarka         | 1895                      |
| Nikolaidorf, Schönsee            | Djagilewski Nr. 2 | 1871                      |
| Nikolaipol, Rosenwald, Schöntal  | Iwanow Log        | 4631                      |
| Karatal                          | Karatal           | 1535                      |
| Schönau                          | Karlowka Nr. 8    | 1230                      |
| Alexanderkron, Halbstadt         | Kussak            | 3132                      |
| Markowka                         | Markowka          | 2138                      |
| Chortitza                        | Perekrjostny      | 1700                      |
| Lichtenfeld                      | Petrowka          | 1645                      |
| Alexeifeld, Protassowo, Reinfeld | Protassow Log     | 3304                      |
| Blumenort, Gnadenheim, Kleefeld  | Redkaja Dubrawa   | 4069                      |
| Wiesenfeld                       | Stepnoi           | 1857                      |
| Gnadenfeld, Tiege                | Stupin Log        | 3145                      |
| Alexandrowski                    | Skljarowka        | 1688                      |
| Grünfeld                         | Tschertjosch      | 2605                      |

### Entwicklung
Aus diesen Dörfern sowie aus neun Dörfern, die von deutschen Umsiedlern katholischen Bekenntnisses gegründet wurden, entstand am 1. Januar 1910 die Wolost Orlowo. In den nachfolgenden Jahren vollzog sich die Zusammenfassung der von den katholischen Umsiedlern gegründeten Dörfer zur Wolost Nowo-Romanowka.
Im Jahre 1916 zählte die Wolost Orlowo schon 34 Siedlungen – zu den obengenannten waren Schumanowka, Berjosowka und Tschernowka hinzugekommen.
Die Umsiedler, die diese Dörfer in der Kulundasteppe gründeten, stammten aus den Kolonien an der Molotschna (Wolosten Halbstadt und Gnadenfeld im Ujesd Berdjansk, Gouvernement Taurien) und aus den Chortizaer Kolonien (Wolost Chortiza, Ujesd Alexandrowsk, Gouvernement Jekaterinoslaw), einschließlich ihrer Tochterkolonien.
Die Zahl der Siedler wird auf etwa 1200 Familien geschätzt, vorwiegend aus Molotschna-Tochterkolonien. Der Anteil der aus Chortiza stammenden betrug etwa 200 Familien. Die übrigen Mennonitenkolonien auf der Krim, in den Gouvernements Orenburg und Samara sowie in Baschkirien und anderen lieferten nur einen geringen Prozentsatz von Umsiedlern.
Die wichtigste Rolle bei der Organisation der Umsiedlung der Mennoniten in die Kulundasteppe spielte die Ansiedlung Sagradowka im Ujesd Cherson des Gouvernements Cherson, die aus 17 Dörfern bestand und in der ersten Hälfte der 1870er Jahre von Umsiedlern aus den Kolonien an der Molotschna gegründet worden war. In den Jahren 1906–1912 übersiedelten aus dieser Ansiedlung 1847 Personen nach Sibirien, darunter 1726 Personen in das Gouvernement Tomsk.

### Umbenennung
Im Jahr 1914 erhielten alle Siedlungen mit deutschen Bezeichnungen einen russischen Namen. Zum Teil wurden die zuvor bereits offiziellen russischen Bezeichnungen der Siedlungsreviere verwendet, in denen die jeweiligen Dörfer lagen. Einige Dörfer wurden durch wörtliche Übersetzung der deutschen Bezeichnungen oder Teilen davon ins Russische umbenannt, andere erhielten Namen ohne direkten Bezug zur deutschen Bezeichnung: Alexanderkron – Kussak, Alexanderfeld – Grischkowka, Alexeifeld – Polewoje, Blumenort – Podsneschnoje, Ebenfeld – Rownopol, Friedensfeld – Lugowoje, Gnadenfeld – Mirnoje, Gnadenheim – Redkaja Dubrawa, Grünfeld – Tschertjosch, Halbstadt – Polgorod, Hochstadt – Wyssokaja Griwa, Kleefeld – Krasnoje, Lichtenfeld – Petrowka, Landskrone – Golenki, Nikolaidorf – Djagilewka, Nikolaipol – Nikolskoje, Reinfeld – Tschistoje, Rosenhof – Dworskoje, Rosenwald – Lesnoje, Schönau – Jasnoje, Schönsee – Sineosjornoje, Schöntal – Krasny Dol, Tiege – Uglowoje, Wiesenfeld – Stepnoi.
Die Wolost Orlowo wurde 1924 in den Rajon Snamenski eingegliedert und hörte somit auf, als administrative Einheit zu existieren. Der Rajon existierte mit Unterbrechungen bis 1963; das namengebende Dorf Snamenka gehört heute zum Stadtkreis Slawgorod.

## Landwirtschaftliche Praktiken
Sie brachten die Vierfelderwirtschaft in die Kulundasteppe, um hauptsächlich Weizen anzubauen. In den ersten beiden Jahren wurde das Feld mit Weizen, das dritte aber entweder mit Hafer oder seltener auch mit Gerste bestellt. Das vierte Jahr lag das Feld dann brach, so dass im Sommer Vieh darauf weidete. Im Herbst wurde es erneut mit einem Einscharenpflug beackert. Später kamen aber auch mehrscharige Pflüge, Schäldrillpflüge, eiserne Eggen, Sämaschinen, Mähmaschinen mit Gespannzug und Garbebindemaschinen zum Einsatz. Dreschmaschinen für Gespannzug waren noch selten. Gedüngt wurden nur die Gemüsegärten, denn der Mist wurde als Heizstoff gesammelt, weil Steinkohle und Holz nur von weit herangeschafft werden konnten und deshalb teuer waren.

## Wirtschaftliche Herausforderungen
Trotz des Fleißes der Siedler gestaltete sich der Aufbau einer wirtschaftlich erfolgreichen und rentablen Wirtschaft aufgrund der schwierigen Rahmenbedingungen äußerst problematisch. Dazu trug in vieler Hinsicht auch bei, dass die städtische Bevölkerung Sibiriens damals nicht mehr als zehn Prozent der Gesamtbevölkerung dieser Region bildete. Bei einer durchschnittlichen Getreideernte von 50 Pud pro Dessjatine (etwa acht Dezitonnen pro Hektar) produzierte Sibirien im Jahre 1909 rund 300 Millionen Pud Getreide.
Der Eigenbedarf der Region betrug nicht einmal die Hälfte dieser Menge. Das überflüssige Getreide musste also verkauft werden. Doch die hohen Kosten für den Transport des sibirischen Getreides in den europäischen Teil Russlands machten den Verkauf unrentabel, weshalb die Getreidepreise in Sibirien sehr niedrig waren. Häufig waren die Siedler gezwungen, ihr Getreide nach Kamen oder Pawlodar zu transportieren, wo sie es zu Preisen verkaufen mussten, die oft nicht einmal die Transportkosten deckten. Der Transport eines Puds Getreide bis Kamen kostete etwa 30 Kopeken, während die Weizenpreise in Sibirien zwischen 20 und 70 Kopeken für das Pud lagen. Die von den Siedlern benötigten Industriegüter wurden fast ausschließlich aus Gebieten jenseits des Urals importiert, was aufgrund der langen Transportwege zu hohen Kosten führte. Eine Mähmaschine hatte beispielsweise einen Preis von etwa 150 bis 160 Rubel.

## Statistische Erhebungen
Im Jahre 1916 wurden die Ansiedlungen im Gouvernement Tomsk von einer Inspektionskommission der Behörde für Ansiedlerangelegenheiten untersucht, so auch im Amtsbezirk Orlowo:
| Anzahl der Dörfer | 35   |
| Anzahl der Höfe   | 1051 |
|                   |      |
| Bevölkerung       |      |
| gesamt            | 6659 |
| Männer            | 3083 |
| Frauen            | 3576 |

| Technische Ausstattung               |      |
| Pflüge                               | 1152 |
| Säpflüge                             | 350  |
| Pferderechen                         | 57   |
| Mähmaschinen                         | 89   |
| Garbenbinder                         | 143  |
| Sämaschinen                          | 112  |
| Grasmäher                            | 29   |
| Mähmaschinen (einfach)               | 463  |
| Dreschmaschinen                      | 208  |
| Windmühlen                           | 5    |
| Dampf- (bzw. erdölbetriebene) Mühlen | 4    |

| Viehhaltung   |      |
| Pferde        | 5942 |
| Kühe          | 2239 |
| Zuchtbullen   | 40   |
| Rinder gesamt | 4514 |
| Schafe        | 338  |
| Schweine      | 4778 |

| Ackerfläche  | (Dessjatinen) |
| Weizen       | 16.357        |
| Gerste       | 1135          |
| Hafer        | 3876          |
| Hirse        | 24            |
| Sonnenblumen | 14            |
| Kartoffeln   | 142           |
| Lein         | 3             |
| Bastan       | 12            |
| Sonstiges    | 8             |